# Нагель, Николай Николаевич
Николай Николаевич Нагель (? — ?) — русский архитектор (гражданский инженер — техник).

## Проекты
- Улица Шкапина (Везенбергская), д.№ 31 — доходный семиэтажный дом в стиле модерн. 1914 (снесён во II квартале 2007 года).
- Улица Шкапина (Везенбергская), д.№ 39 — доходный дом в стиле неоклассицизма. 1914 (расселён, подготовлен к сносу в 2007 году).
- 15-я линия, д.№ 22 — доходный дом. 1914[1].
- Малая Митрофаньевская улица, д.№ 4 — здания Городского механического хлебопекарного завода. 1915—1916, 1918. Участие в реализации проекта Л. В. Шмеллинга.

## Наследие
Практически весь исторический квартал находящийся между улицами Шкапина (Везенбергской) и Розенштейна (Лейхтенбергской) был приговорен к сносу. Это произошло несмотря на то, что он находится в охранной зоне. Как отмечали СМИ, около полусотни домов эпохи модерн должны быть уничтожены, чтобы освободить место для несуществовашего даже на уровне эскизов «делового центра». Оба дома работы Нагеля по улице Шкапина (Везенбергской) (номер 31 и номер 39) уже снесены.
Дом на Малой Митрофаньевской улице может разделить судьбу домов на Шкапина: он находится на участке «осваиваемом» консорциумом компаний ЗАО «Адамант» и ОАО «Лиат-Дикси». Их дочернее предприятие — ООО «Адамант — Дикси» получило статус Агентства по развитию крупной территории, подходящей к Варшавскому вокзалу. Планы компании достаточно обширны и, судя по сообщениям прессы, никак не сообразуются ни с понятиями охранной зоны (противоречащему сносу домов), ни с высотным регламентом города (у Варшавского вокзала планировалось строительство небоскребов)

## Семья
- Жена: Мария Кондратьевна Нагель (1855—10.08 (28.07).1918[7])